# Bayerische Patriotenpartei
Die Bayerische Patriotenpartei, auch Bayerische Patriotische Partei genannt, war eine 1869 gegründete katholisch orientierte politische Partei im Königreich Bayern. Ab 1887 nannte sie sich Bayerische Zentrumspartei.

## Gründung
Die Bayerische Patriotenpartei entstand auf dem Boden katholisch-großdeutsch-konservativer Strömungen im bayerischen Vormärz und nach der Revolution von 1848, wie etwa der Gruppe der „Konföderierten“ im ersten Landtag, den katholischen Eos- und Görres-Kreisen sowie den zahlreichen konservativen Konstitutionellen Vereinen.
Vor diesem Hintergrund und angesichts eines von liberalen Ideen geprägten neuen Schulgesetzes in Bayern schlossen sich im bayerischen Abgeordnetenhaus Mitte des Jahres 1869 Abgeordnete zur „Patriotischen Fraktion“ zusammen. Eine parallele Entwicklung ist zeitgleich in Preußen mit der Gründung der Zentrumspartei zu beobachten: Der Sieg der protestantischen Großmacht Preußen im Deutschen Krieg 1866 und das folgende Hinausdrängen der österreichischen Schutzmacht der deutschen Katholiken aus dem gleichzeitig kollabierenden Deutschen Bund bedeutete einen Rückschlag für den Katholizismus in Deutschland.
Die Patriotenpartei positionierte sich gegen ein kleindeutsches Reich unter preußischer Führung, gegen die staatliche Vereinnahmung der Kirche und gegen Liberalismus wie auch Nationalismus und trat für katholisch-kirchliche Interessen, ein katholisch-konservatives Gesellschafts- und Wirtschaftsbild sowie für die großdeutsche Lösung der deutschen Frage bei gleichzeitigem Erhalt der bayerischen Staatlichkeit und Selbständigkeit ein.
Eine feste Organisation hatte die Patriotenpartei in dieser frühen Phase noch nicht. Sie einte im Abgeordnetenhaus im Wesentlichen die gemeinsame katholisch-konservative Gesinnung und die Gegnerschaft zum liberalen Ministerium des Fürsten Chlodwig zu Hohenlohe-Schillingsfürst, als ihr geistiger und politischer Führer trat der Publizist Josef Edmund Jörg auf. Die Patriotenpartei war anfänglich eine reine Honoratiorenpartei, die anstatt einer Parteiorganisation einen breiten Unterbau in den zahlreichen katholischen Vereinen und Verbänden, den christlichen Bauernvereinen und katholischen Kasinos nutzen konnte. Auf lokaler Ebene übernahmen katholische Geistliche, Adelige oder Honoratioren die Koordination, Landtagskandidaten wurden zum größten Teil bekannte Funktionäre der katholischen Vereine und Verbände, die oft entweder dem Klerus oder dem Adel entstammten. Auch in der Ersten Kammer des bayerischen Parlaments hatten die Patrioten eine beträchtliche Zahl an Sympathisanten.
Ihre soziale Basis hatte die Patriotenpartei vor allem in der bäuerlichen Landbevölkerung, dem konservativen Kleinbürgertum der Landstädte sowie im Klerus und dem bayerischen Adel. Zur Verwurzelung in diesen Schichten trugen auch eine Vielzahl von Zeitungen bei, darunter die Historisch-politischen Blätter des Josef Edmund Jörg und das bayerische Vaterland des Doktor Johann Baptist Sigl.
Im katholischen Altbayern und in Unterfranken fanden die Patrioten ihren stärksten Rückhalt. In den Städten und den hauptsächlich protestantisch bevölkerten Landesteilen konnte die Partei dagegen nur schwer Fuß fassen.

## Frühe Geschichte
Bereits bei den Wahlen zum Zollparlament 1868 gelang es der Patriotenpartei, 30 von 48 bayerischen Mandaten zu gewinnen. In den beiden Landtagswahlen des Jahres 1869 setzte sich dieser Trend fort: Im Mai gewann die Partei 79, im November 80 von 154 Mandaten und damit beide Male die absolute Mehrheit der Sitze. Diese nunmehr neu entstandene Konstellation im bayerischen Abgeordnetenhaus blieb im Wesentlichen bis 1918 unverändert, der Patriotenpartei gelang es, ununterbrochen die stärkste Fraktion zu stellen, und sie stand in einem beständigen scharfen Gegensatz zur liberalen Fortschrittspartei und den von den Monarchen eingesetzten liberalen Ministerien.
Die Reichsgründung 1871 brachte deutlich die beiden Flügel der Patriotenpartei zutage. Eine Gruppe um Joseph Edmund Jörg und später Georg Heim war bäuerlich-kleinbürgerlich geprägt und demokratisch und patriotisch gesinnt, die andere unter dem Reichsrat Graf Konrad von Preysing und Ludwig von Arco-Zinneberg war stärker aristokratisch geprägt und nahm eine reichsfreundliche und konservativere Haltung ein. Sowohl die Frage der Kriegserklärung an Frankreich und damit des bayerischen Eintritts in den Deutsch-Französischen Krieg 1870 als auch die anschließende Frage des Eintritts Bayerns in das neu entstehende Deutsche Kaiserreich spaltete die Fraktion im Landtag.
Die zerrissene Patriotenpartei erhielt daher bei den Wahlen zum ersten deutschen Reichstag auch nur mehr 19 der 48 bayerischen Mandate und 38 % der Stimmen. Im Reichstag schlossen sich die Patrioten der Fraktion des katholischen Zentrums an. Erst der Kulturkampf in den 1870er Jahren in Bayern wie in Preußen führte wieder zu einer Solidarisierung innerhalb der Patriotenpartei und zum Wiedererstarken durch neue Wahlerfolge: Bei der Reichstagswahl 1874 erhielt die Partei 59,5 % der Stimmen und damit 32 Mandate. Gleichzeitig geriet sie aber auch in ihre zweite große Krise.

## Krisen und Stabilität
Seit ihrer Gründung musste die monarchisch gesinnte Partei eine Antwort darauf finden, wie sie sich gegenüber einem liberalen Ministerium verhalten sollte, das ideologisch zwar gegen sie gerichtet war, gleichzeitig aber vom König aufgrund des monarchischen Prinzips nicht gegen ein konservatives (und damit der Parlamentsmehrheit entsprechendes) Gremium ausgewechselt wurde.
Während eine radikal-katholische Gruppierung innerhalb der Fraktion forderte, dem liberalen Ministerium das Budget zu verweigern oder den Landtag durch das kollektive Niederlegen des Mandats lahmzulegen, sprach sich eine gemäßigtere Gruppe um Jörg für einen Kampf gegen das Ministerium im Rahmen der parlamentarischen Möglichkeiten aus.
Dieser Dissens führte 1877 zur Spaltung der Fraktion in die Patriotenpartei um Jörg und die radikalere Katholische Volkspartei unter der Führung Aloys Rittlers und Johann Baptist Sigls. Nach längeren Verhandlungen schlossen sich beide Gruppierungen dann aber unter nomineller Wahrung ihrer Eigenständigkeit wieder zur gemeinsamen Fraktion der „Vereinigten Rechten“ zusammen.
1881 schließlich gewann man sogar die neu entstandene National-Konservative Partei, das evangelisch-lutherische Gegenstück zur Patriotenpartei aus dem protestantischen Mittelfranken unter August Emil Luthardt, für die Fraktionsgemeinschaft Vereinigte Rechte.
In den 1880er Jahren traten mit dem Freisinger Geistlichen Balthasar von Daller und dem Erdinger Philologen Georg von Orterer eine neue Führungsriege auf, die zuerst 1887 den Anschluss als „Bayerische Zentrumspartei“ an das reichsweite Zentrum in die Wege leitete und dann 1888/1890 die bisher stark aristokratisch dominierte Führungsspitze der Partei verdrängte.
Mit dem neuen „Programm der Bayerischen Zentrumspartei“ aus dem Jahr 1887 gelang es auch, die divergierenden Gruppen unter dem Dach der neuen Partei endgültig wiederzuvereinigen. Das Programm forderte die Verwirklichung christlicher Grundsätze in allen Lebensbereichen und versuchte darüber hinaus, alle Schichten der Bevölkerung an die Partei zu binden: Das Bekenntnis zur Reichstreue stand neben dem Postulat des Föderalismus, zwischen der monarchischen Grundhaltung und den Forderungen nach erweiterten Rechten des Parlaments wurde ein Ausgleich gesucht und sowohl die Bauern als auch das Handwerk und der Arbeiterstand berücksichtigt.
Das Nachlassen des solidarisierenden Drucks durch den staatlichen Kulturkampf, vor allem aber auch die Unzufriedenheit der bayerischen Bauern mit dem Verhalten der Bayerischen Zentrumspartei auf Reichsebene (u. a. Zustimmung zu den für bayerische Bauern ungünstigen Handelsverträgen Caprivis) führte 1893 zur Gründung des Bayerischen Bauernbundes, der sich radikal antiklerikal, partikularistisch und adelsfeindlich darstellte.
Der Bauernbund errang bei der Landtagswahl 1893 sogleich sieben Mandate und brach damit die absolute Mehrheit der Bayerischen Zentrumspartei.
In dieser Phase gewann der bäuerlich-partikular-demokratische Flügel wieder zunehmend an Gewicht in der Partei und das Zentrum „erhielt (wieder) in starkem Maße den Charakter einer Partei sozialer und demokratischer Forderungen auf katholischer Grundlage.“ (D. Albrecht). Gegen die Herausforderung des Bauernbundes verstärkte die Bayerische Zentrumspartei ihre Agitation im bäuerlichen Milieu, betonte wieder stärker eine partikulare Sicht und verpflichtete ihre Reichstagsabgeordneten zu einem bauernfreundlichen Stimmenverhalten im Reichstag. Zusätzlich arbeitete man in Wahlbündnissen mit der aufstrebenden Sozialdemokratie zusammen, um dem Bauernbund die Wählerbasis zu entziehen.

## Wandel zur Regierungspartei und Ende
Das führte aber zu einem neuerlichen scharfen Konflikt in der Fraktion zwischen der Gruppe um den „Bauerndoktor“ Heim und der stärker bürgerlich-konservativ orientierten Gruppe um Orterer und den Passauer Geistlichen Franz Seraph von Pichler, während Fraktionsvorsitzender Daller moderierend zwischen den Teilen der Fraktion stand.
Der Gruppe um Orterer gelang es aber zunehmend mit Unterstützung des Klerus, der Patrioten in der Ersten Bayerischen Kammer und auch Teilen des Hofes, sich als regierungsfähige Alternative zu den vom Hof eingesetzten liberalen Ministerien zu präsentieren. Heim zog sich 1911 vorübergehend aus der Politik zurück und im Jahr 1912 berief Prinzregent Luitpold den Führer der Zentrumsfraktion im Reichstag Georg von Hertling zum Vorsitzenden des bayerischen Staatsministeriums. Damit war erstmals seit der Gründung der Patriotenpartei 1869 ein Vertreter der Mehrheitsfraktion im Landtag mit der Regierung des Staates betraut, die Bayerische Zentrumspartei hatte ihr Ziel erreicht.
Nach dem Ende des Ersten Weltkriegs und den staatlichen Umwälzungen auch in Bayern gründeten führende Mitglieder der Bayerischen Zentrumspartei um Georg Heim und Heinrich Held im November 1918 in Regensburg die Bayerische Volkspartei, die sich wieder gezielt vom reichsweiten Zentrum unter dem unitarischen Einfluss Matthias Erzbergers abgrenzte.